# Sopotnik (Polska)
Sopotnik – dawna wieś w Polsce, obecnie w obrębie miejscowości Paportno-Sopotnik w województwie podkarpackim, w powiecie przemyskim, w gminie Fredropol.
Jeszcze w 1971 roku wymieniany jako odrębna gromada względem Paportna.

## Historia
W II Rzeczypospolitej w woj. lwowskim (powiat dobromilski, gmina Nowosiółki Dydyńskie). Tam 27 września 1934 wszedł w skład gromady o nazwie Sopotnik w gminie Nowosiółki Dydyńskie, składającej się z samej wsi Sopotnik.
Podczas II wojny światowej gromadę Sopotnik włączono do Generalnego Gubernatorstwa (dystrykt krakowski, Landkreis Przemysl). Gromadę Sopotnik hitlerowcy włączyli do nowo utworzonej gminy Hujsko, gdzie w 1943 roku liczyła 407 mieszkańców.
Po wojnie włączona do gminy Rybotycze w powiecie przemyskim w nowo utworzonym województwie rzeszowskim
1 lipca 1952 Paportno stanowiło jedną z 13 gromad gminy Rybotycze. Po wojnie w większości wysiedlony.
W związku z reformą znoszącą gminy jesienią 1954 roku, Sopotnik włączono do nowo utworzonej gromady Nowosiółki Dydyńskie, a po jej zniesieniu 1 stycznia 1969 – do nowo utworzonej gromady Huwniki, która przetrwała do końca 1972 roku, czyli do kolejnej reformy gminnej.
Od końca lat 60. XX wieku wieś znajdowała się na terenie „państwa arłamowskiego”.
1 stycznia 1973 w nowo utworzonej gminie Fredropol. W latach 1975–1998 należała administracyjnie do województwa przemyskiego.